# Collège (groupe)
 (septembre 2023).
Si vous disposez d'ouvrages ou d'articles de référence ou si vous connaissez des sites web de qualité traitant du thème abordé ici, merci de compléter l'article en donnant les références utiles à sa vérifiabilité et en les liant à la section « Notes et références ».
Pour les articles homonymes, voir Collège.
Un collège est un groupe de personnes partageant une même caractéristique.

## Origine du mot
Le terme collège provient du latin collegium (du préfixe co-, « avec, ensemble » et de legere, « lire » ; d'où « qui ont été lis ensemble »).

## Le mot à travers les âges
Dans la Rome antique, un collège désignait un groupe constitué de plusieurs magistrats (appelés collègues), le plus souvent nommée selon le nombre de participants :
| nombre de magistrats | nom du collège         | appellation des magistrats |
| -------------------- | ---------------------- | -------------------------- |
| 2                    | duoviri ou duumvirat   | duumvir                    |
| 3                    | tresviri ou triumvirat | triumvir                   |
| 4                    | quatuorviri            | quattuorvir                |
| 6                    | seviri                 | sevir                      |
| 7                    | septemviri epulones    | épulon                     |
| 8                    | octoviri               | octovir                    |
| 9                    | novemviri              | novemvir                   |
| 10                   | decemviri              | décemvir                   |
| 12                   | duodecemviri           | duodécemvir                |
| 15                   | quindecemviri          | quindécemvir               |
| 20                   | vigintivirat           | vigintivir                 |
| 26                   | vigintisexvirat        | vigintisexvir              |
| 100                  | centumviri             | centumvir                  |

Au Moyen Âge, il désignait une association, une corporation, une confrérie fonctionnant sur le principe de la collégialité. Le chef, primus inter pares (« le premier d'entre ses pairs »), était appelé « Prévôt » ou « Principal ».
Aujourd'hui, ce terme est resté pour désigner un collège électoral (sans chef de file), le collège des cardinaux, le collège apostolique ou un collège de chanoine (présidé par un chanoine appelé Prévôt).
Sans précision particulière, le mot désigne généralement un établissement d'enseignement. Cette école (à l'origine collège de professeurs) est placée sous la responsabilité d'un chef d'établissement qui a gardé le titre originel de « principal » (à l'origine « professeur principal »). Cet établissement peut être aussi bien laïque que confessionnel, d'État ou privé. L'étymologie du mot explique le fait qu'en France on désigne par des titres différents les responsables des collèges et ceux des lycées : le(la) principal(e) dirige un collège tandis que le proviseur (mot qui signifie « superviseur, supérieur ») dirige un lycée.
Le terme "collège" recouvre donc des réalités fort différentes qui peuvent varier géographiquement mais aussi dans le temps.